# Tristan Evelyn
Tristan Cadija Evelyn (Saint George, 25 gennaio 1998) è una velocista barbadiana.

## Record nazionali
Seniores
- 60 metri piani indoor: 7"10 ( Houston, 9 febbraio 2024)
- 100 metri piani: 11!14 ( Tampa, 16 maggio 2021)
- 200 metri piani indoor: 23"16 ( Birmingham, 29 febbraio 2020)

## Palmarès
| Anno | Manifestazione              | Sede         | Evento      | Risultato  | Prestazione | Note                          |
| ---- | --------------------------- | ------------ | ----------- | ---------- | ----------- | ----------------------------- |
| 2014 | Campionati CAC U18          | Morelia      | 100 m piani | Argento    | 11"52       |                               |
| 2014 | Mondiali juniores           | Eugene       | 100 m piani | Batteria   | 11"91       |                               |
| 2014 | Olimpiadi giovanili         | Nanchino     | 100 m piani | 7ª         | 11"95       | [ 1 ]                         |
| 2015 | Mondiali allievi            | Cali         | 100 m piani | 4ª         | 11"59       |                               |
| 2015 | Mondiali allievi            | Cali         | 200 m piani | Semifinale | dns         |                               |
| 2015 | Campionati panamericani U20 | Edmonton     | 100 m piani | 6ª         | 11"65       | [ 2 ]                         |
| 2015 | Campionati panamericani U20 | Edmonton     | 200 m piani | 4ª         | 23"73       | Miglior prestazione personale |
| 2016 | Mondiali U20                | Bydgoszcz    | 100 m piani | Semifinale | 11"84       | [ 1 ]                         |
| 2017 | Campionati panamericani U20 | Trujillo     | 100 m piani | 4ª         | 11"63       |                               |
| 2019 | Campionati NACAC U23        | Querétaro    | 100 m piani | 4ª         | 11"40       |                               |
| 2019 | Giochi panamericani         | Lima         | 100 m piani | Semifinale | 11"89       |                               |
| 2021 | Olimpiadi                   | Tokyo        | 100 m piani | Batteria   | 11"42       |                               |
| 2023 | Giochi CAC                  | San Salvador | 100 m piani | Semifinale | 11"71       | [ 3 ]                         |
| 2024 | Mondiali indoor             | Glasgow      | 60 m piani  | Semifinale | 7"14        | [ 4 ]                         |
| 2024 | Giochi olimpici             | Parigi       | 100 m piani | Batteria   | 11"55       |                               |

## Altre competizioni internazionali
2011
- 6ª ai CARIFTA Games U17 ( Montego Bay), 100 m piani - 12"14
- 7ª ai CARIFTA Games U17 ( Montego Bay), 100 m piani - 24"95

2013
- 4ª ai CARIFTA Games U17 ( Nassau), 100 m piani - 12"10
- 4ª ai CARIFTA Games U17 ( Nassau), 100 m ostacoli - 14"77
- Bronzo ai CARIFTA Games U17 ( Nassau), 300 m ostacoli - 44"84
- Argento ai CARIFTA Games U17 ( Nassau), staffetta 4x100 m - 46"56

2014
- 4ª ai CARIFTA Games U18 ( Fort-de-France), 100 m piani - 11"65
- 7ª ai CARIFTA Games U18 ( Fort-de-France), 100 m ostacoli - 15"01
- 4ª ai CARIFTA Games U18 ( Fort-de-France), salto in lungo - 5,85 m

2015
- Argento ai CARIFTA Games U18 ( Basseterre), 100 m piani - 11"54

2017
- 6ª ai CARIFTA Games U18 ( Willemstad), 100 m piani - 11"54